# Manuel Dias de Oliveira
Manuel Dias de Oliveira (Cachoeiras de Macacu, 1764 - Campos dos Goytacazes, 1837) est un peintre brésilien, connu notamment pour ses portraits de la famille du roi Jean VI de Portugal.